# Trionymus implicatus
Trionymus implicatus är en insektsart som först beskrevs av Borchsenius 1949.  Trionymus implicatus ingår i släktet Trionymus och familjen ullsköldlöss.
Artens utbredningsområde är Kazakstan. Inga underarter finns listade i Catalogue of Life.